# إدموند هيلر
إدموند هيلر (بالإنجليزية: Edmund Heller)  (و. 1875 – 1939 م) هو عالم حيواني، وعالم طبيعة أمريكي، ولد في فري بورت، توفي في سان فرانسيسكو، عن عمر يناهز 64 عاماً.

## التعليم
تعلم في جامعة ستانفورد.